# Léon Rosenfeld

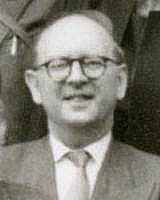
Léon Rosenfeld
Kopenhagen 1963

Léon Rosenfeld (Charleroi, 14 de agosto de 1904 - Copenhague, 23 de marzo de 1974) fue un físico belga. 
Nacido en una familia belga de origen judío. Se licenció en la Universidad de Lieja en 1926 en matemáticas y física, alcanzando las máximas calificaciones.
Estudió luego con una beca en la Escuela Normal Superior de París. Su compromiso frente a los problemas sociales lo llevó en la capital francesa a interesarse por el marxismo. En 1934 visitó la Unión Soviética en compañía de Niels Bohr.